# Geulhem
Geulhem (en limbourgeois Geulem) est un hameau néerlandais dans la commune de Fauquemont-sur-Gueule, dans la province du Limbourg néerlandais.

## Géographie
Geulhem est situé entre Berg et Houthem, sur la rive gauche de la Gueule, dont le hameau tire son nom. Geulhem est situé en partie dans la vallée de la Gueule, et en partie en flanc de colline du Geulhemmerberg.

## Histoire

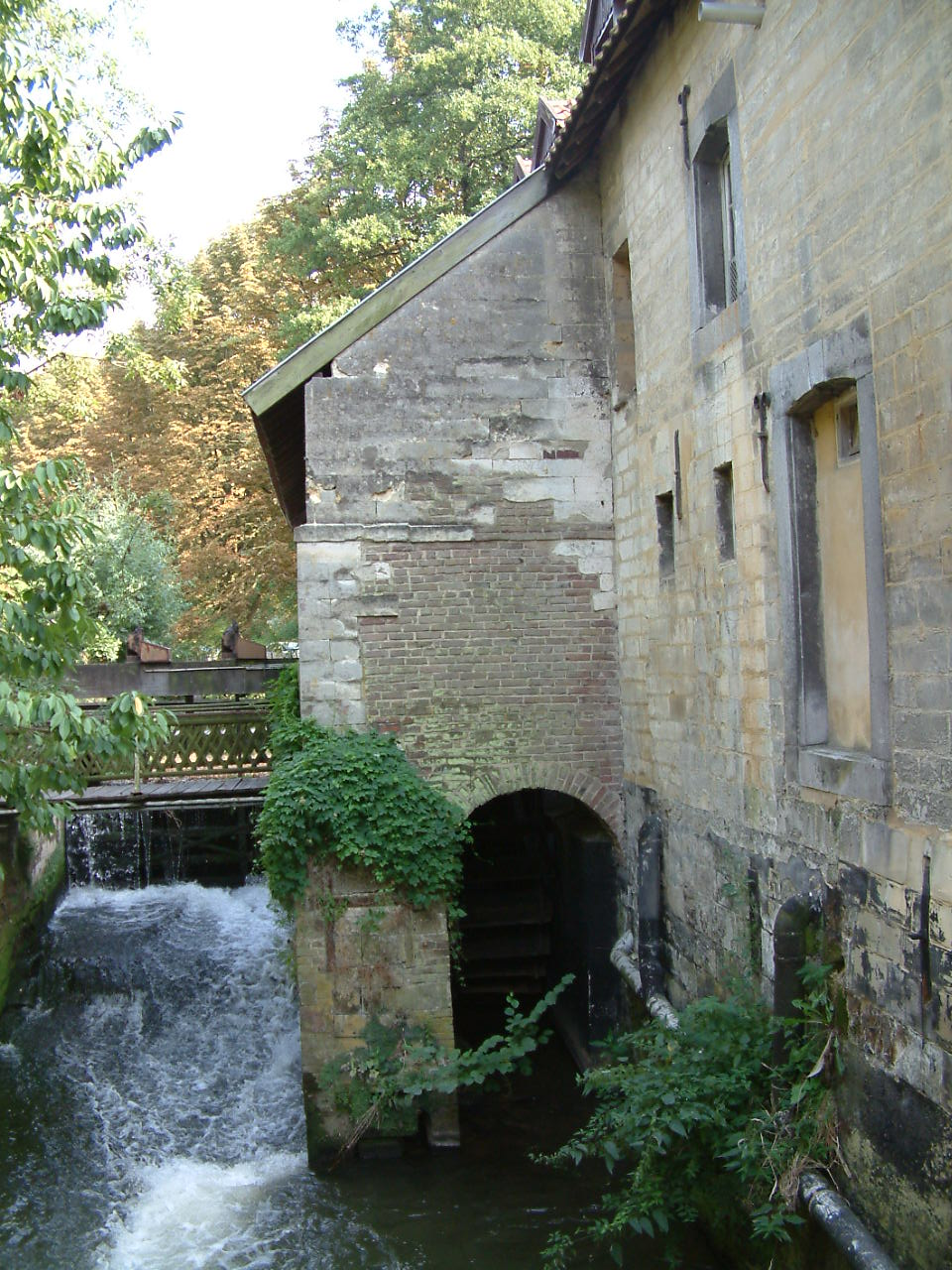
Moulin Geulhemmermolen

La première mention de Geulhem dans un manuscrit date de 1360. Le moulin à eau sur la Gueule est antérieur à cette date ; il s'agit du plus ancien bâtiment du village, déjà attesté en 1234.

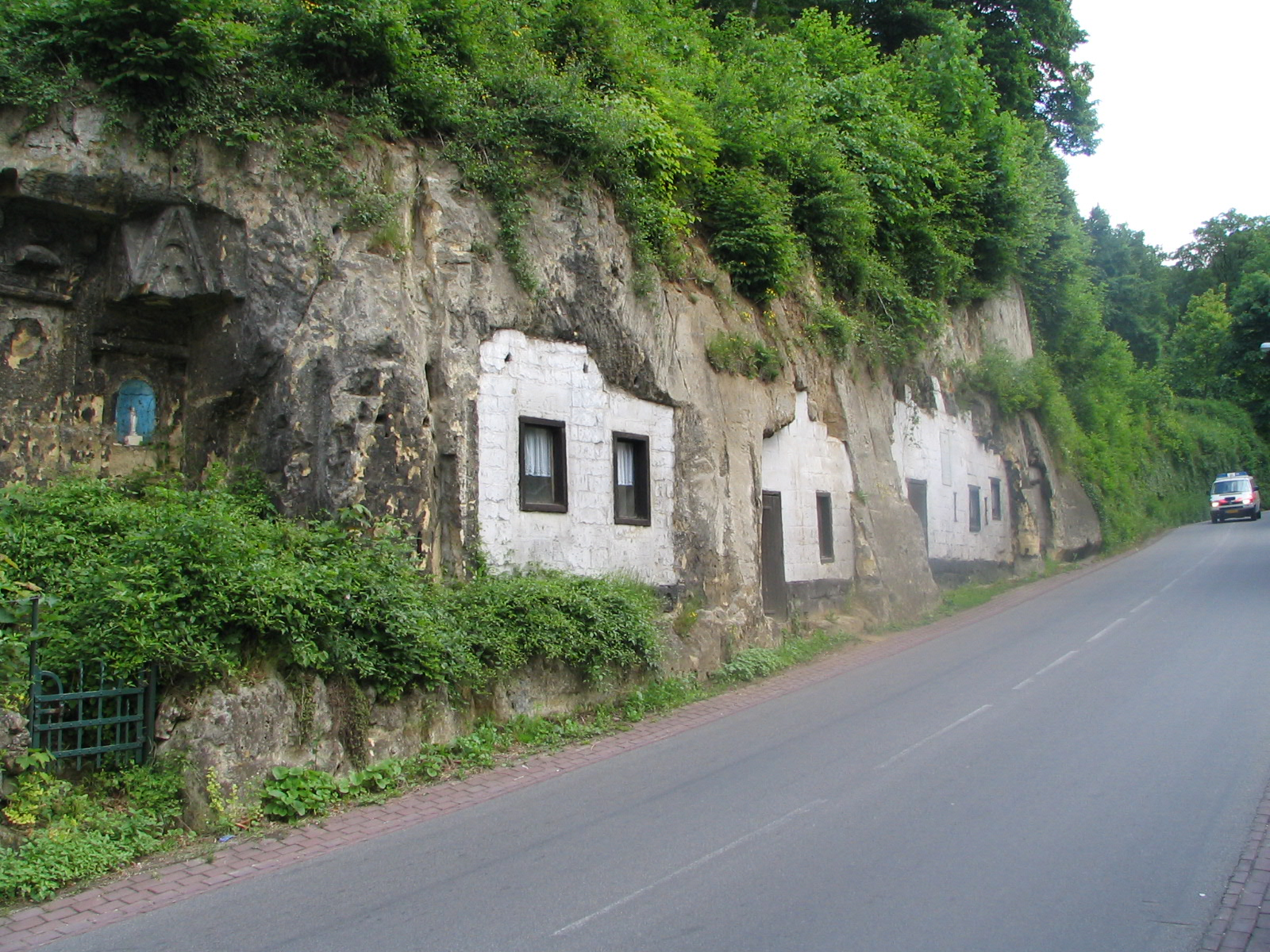
Maisons troglodytiques

Geulhem est également connu pour ses maisons troglodytiques, installées dans les anciennes carrières de marne dans le Geulhemmerberg, sur la route qui monte à Berg.